# Melissitus
Mellettia é um género botânico pertencente à família Fabaceae.

## Espécies
- Melissitus badachschanica
- Melissitus pamiricus